# Saint-Étienne-au-Mont
Saint-Étienne-au-Mont é uma comuna francesa na região administrativa de Altos da França, no departamento de Pas-de-Calais. Estende-se por uma área de 14,05 km². Em 2010 a comuna tinha 5 182 habitantes (densidade: 368,8 hab./km²).